# Johann Seifert (Genealoge)
Johann Seifert (* 1655; † 1733) war ein Genealoge und Autor.
Sein Wirkungsmittelpunkt war Regensburg, wo auch eine Straße, die Seiffertstraße nach ihm benannt wurde.

## Werke
- Genealogische Beschreibung Aller deß H. Römischen Reichs jetzt lebender Graffen und Herren, 1677.
- Genealogische Beschreibung des Geschlechts derer Grafen von Egg und Hungersbach, 1703.
- Kurtze genealogische Beschreibung derer Herren von Stubenberg, Regensburg 1703.
- IX. Florirender Hoher Familien Kurtze Historische und Genealogische Beschreibung/Nach der Ordnung des Alphabeths Samt Wapen-Kupffern ..., Regensburg 1711. (Digitalisat)
- Genealogische Tafel recht aufeinander gehender Ahnen Derer von Bornstett, Regenspurg 1713.
- Genealogische Tafel, Richtig aufeinander gehender Ahnen derer des Heil. Röm. Reichs Fürsten von Fürstenberg etc., Regenpurg 1714.
- Genealogische Tafel, Richtig auf einander gehender Ahnen derer Pfaltzgrafen bey Rhein zu Gellnhausen, Regenpurg 1715.
- Thurnier-mässige Geschlechter, Regenspurg 1716.
- Kurtze Historische und Genealogische Beschreibung Des uhralten HochAdelichen Hauses derer Herren von Hahn, Regensburg 1716.
- Hoch-Adeliche Stam[m]-Taffeln, Band 1: Regensburg 1721 (Digitalisat), Band 2: Regensburg 1723 (Digitalisat), Band 3: Regensburg 1726 (Digitalisat), Band 4: Regensburg 1732 (Digitalisat)
- Genealogia und Beschreibung der Kraft Adelich Herstammenden Famili von Imhoff, Regensburg 1723.
- Genealogie Hoch-Adelicher Eltern und Kinder, 1724, 1726. (Digitalisat [Band 1] [Band 2] [Band 3])
- Merian, Regensburg 1727. (Digitalisat)
- Stamm-Taffeln Gelehrter Leute, 3. Theil Regensburg 1728.